# Baix Penedès

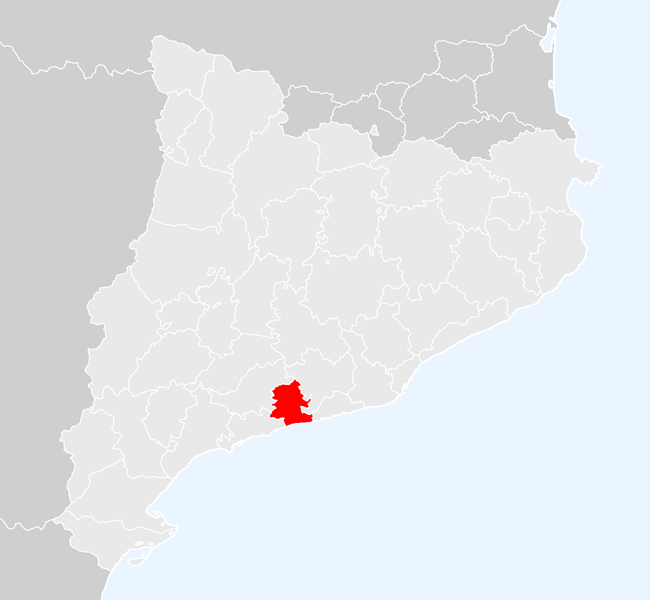
Localização do Baix Penedès, na Catalunha.

Baix Penedès é uma região (comarca) da Catalunha. Abarca uma superfície de 296,24 quilômetros quadrados e possui uma população de 90.891 habitantes.

## Subdivisões
A comarca do Baix Penedès subdivide-se nos seguintes 14 municípios:
- Albinyana
- L'Arboç
- Banyeres del Penedès
- Bellvei
- La Bisbal del Penedès
- Bonastre
- Calafell
- Cunit
- Llorenç del Penedès
- Masllorenç
- El Montmell
- Sant Jaume dels Domenys
- Santa Oliva
- El Vendrell